# Praktmalvesläktet
Praktmalvesläktet (Malope) är ett släkte i familjen malvaväxter med fyra arter. De förekommer i Medelhavsområdet. En art är en vanlig trädgårdsväxt i Sverige.
Ettåriga till fleråriga örter som kan vara kala eller håriga. Blad hela eller 3-5-flikiga. Blommorna är praktfulla, röda, purpur eller vita. Ytterfoder med tre stora segment. Foder fem-flikigt. Ståndarröret är uppdelat i många trådar. Frukten är en klyvfrukt.
Närstående balkanmalvesläktet (Kitaibelia), men skiljer sig från detta genom att ha ett treflikigt ytterfoder, balkanmalvesläktet har 6-9 flikar.
Arter enligt Catalogue of Life:
- Malope anatolica
- Malope malacoides
- Malope rhodoleuca
- praktmalva